# گومدیل، کوئینزلند
گومدیل (به انگلیسی: Gumdale) یک حومه شهر در استرالیا است که در Chandler Ward واقع شده‌است.